# 17748 Уедасьодзі
17748 Уедасьодзі (17748 Uedashoji) — астероїд головного поясу, відкритий 1 лютого 1998 року.
Тіссеранів параметр щодо Юпітера — 3,521.
Названо на честь Уеди Сьодзі (яп. うえだ・しょうじ(植田正治) уеда сьо:дзі).